# اندروید (فیلم)
اندروید (به انگلیسی: Android) یک فیلم علمی-تخیلی آمریکایی و محصول سال ۱۹۸۲ است. این فیلم به کارگردانی ارون لیپستات و با بازی کلاز کینسکی است.